# Ліанозово (район Москви)
Ліано́зово (рос. Лианозово) — адміністративний район в Москві, входить до складу Північно-Східного адміністративного округу. Населення станом на 1 січня 2017 року 85097 чол., площа 5,79 км²
Район утворено в 5 липня 1995 року.

На території району заплановано будівництво станції метро Ліанозово.